# Allochthonius
Allochthonius es un género de arácnido  del orden Pseudoscorpionida de la familia Chthoniidae. 

## Especies
Las especies de este género son:
- - Allochthonius kinkaiensis Sakayori, 2002
  - Allochthonius borealis Sato, 1984
  - Allochthonius buanensis Lee, 1982
  - Allochthonius coreanus Morikawa, 1970
  - Allochthonius montanus Sakayori, 2000
  - Allochthonius opticus (Ellingsen, 1907)
  - Allochthonius shintoisticus Chamberlin, 1929
  - Allochthonius tamurai Sakayori, 1999
  - Allochthonius biocularis Morikawa, 1956
  - Allochthonius ishikawai Morikawa, 1954
  - Allochthonius uyamadensi